# Christine Smith
Christine Smith (født 6. april 1979 i San Dimas, Californien, USA) er en amerikansk model og Playboy Playmate for dets december 2005 udgivelse. 